# Vallérargues
Vallérargues est une commune française située dans le nord-est du département du Gard en région Occitanie.
Exposée à un climat méditerranéen, elle est drainée par, l'Avègue. La commune possède un patrimoine naturel remarquable : un site Natura 2000 (les « garrigues de Lussan ») et deux zones naturelles d'intérêt écologique, faunistique et floristique.
Vallérargues est une commune rurale qui compte 132 habitants en 2022, après avoir connu un pic de population de 351 habitants en 1836.  Elle fait partie de l'aire d'attraction d'Uzès. Ses habitants sont appelés les Vallerargois ou  Vallerargoises.

## Géographie
Vallérargues est accessible par la D D6, entre Bagnols-sur-Cèze, à l'est, et Alès, à l'ouest.
| Brouzet-lès-Alès         | Lussan       | Saint-Marcel-de-Careiret |
| Seynes                   | Vallérargues | Saint-Marcel-de-Careiret |
| Saint-Just-et-Vacquières | Belvézet     | La Bruguière             |

### Hydrographie
La commune est arrosée par le ruisseau de Vals, affluent de l'Avègue, et sous affluent de la Cèze.

### Climat
Pour des articles plus généraux, voir Climat de l'Occitanie et Climat du Gard.
En 2010, le climat de la commune est de type climat méditerranéen franc, selon une étude s'appuyant sur une série de données couvrant la période 1971-2000. En 2020, Météo-France publie une typologie des climats de la France métropolitaine dans laquelle la commune est exposée à un climat méditerranéen et est dans la région climatique Provence, Languedoc-Roussillon, caractérisée par une pluviométrie faible en été, un très bon ensoleillement (2 600 h/an), un été chaud (21,5 °C), un air très sec en été, sec en toutes saisons, des vents forts (fréquence de 40 à 50 % de vents > 5 m/s) et peu de brouillards.
Pour la période 1971-2000, la température annuelle moyenne est de 13,3 °C, avec une amplitude thermique annuelle de 16,9 °C. Le cumul annuel moyen de précipitations est de 961 mm, avec 6,9 jours de précipitations en janvier et 3,2 jours en juillet. Pour la période 1991-2020, la température moyenne annuelle observée sur la station météorologique la plus proche, située sur la commune de Brouzet-lès-Alès à 8 km à vol d'oiseau, est de 13,5 °C et le cumul annuel moyen de précipitations est de 923,9 mm,. Pour l'avenir, les paramètres climatiques de la commune estimés pour 2050 selon différents scénarios d'émission de gaz à effet de serre sont consultables sur un site dédié publié par Météo-France en novembre 2022.

### Milieux naturels et biodiversité

#### Réseau Natura 2000

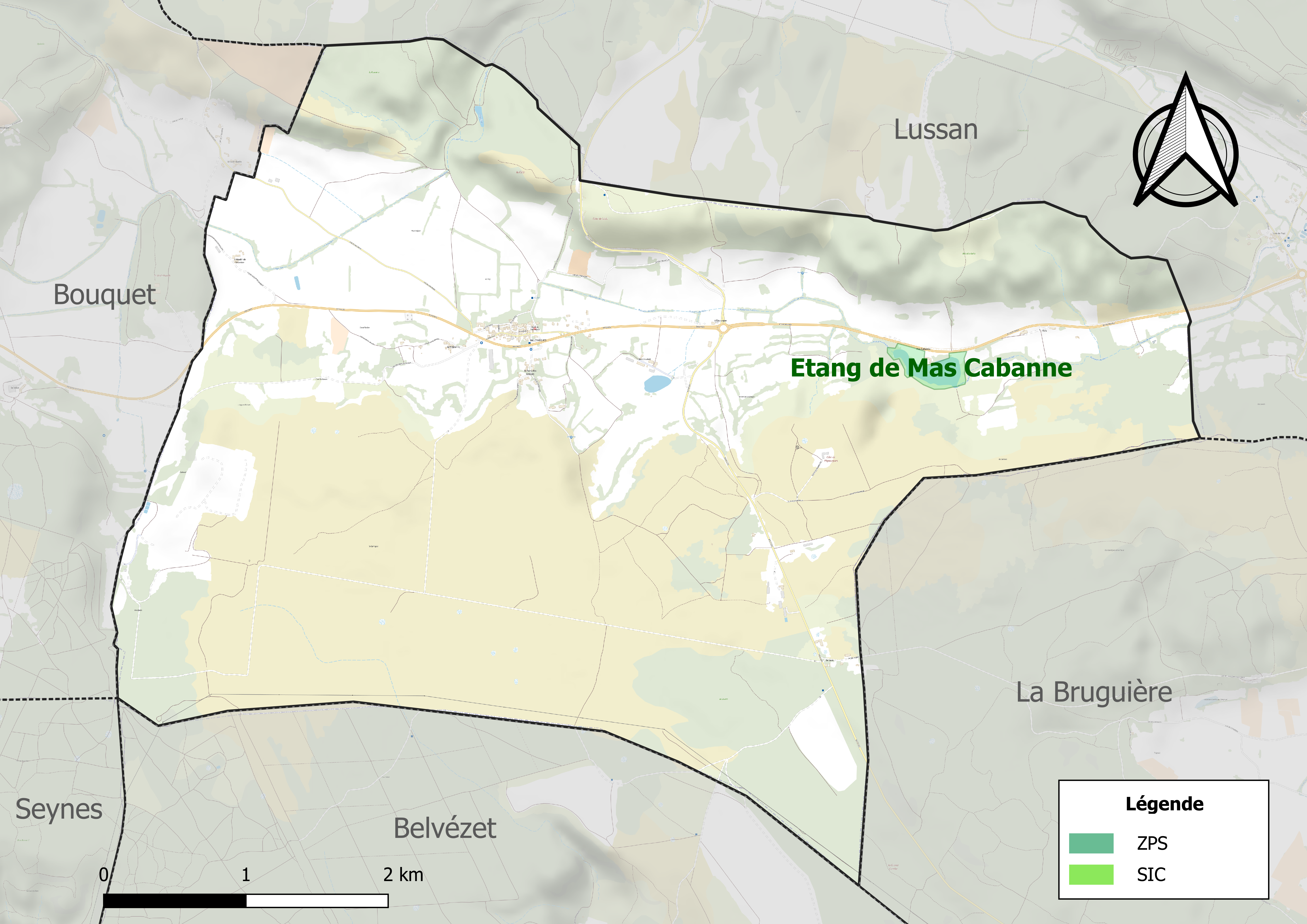
Sites Natura 2000 sur le territoire communal.

Le réseau Natura 2000 est un réseau écologique européen de sites naturels d'intérêt écologique élaboré à partir des directives habitats et oiseaux, constitué de zones spéciales de conservation (ZSC) et de zones de protection spéciale (ZPS).
Un site Natura 2000 a été défini sur la commune au titre  de la directive oiseaux : les « garrigues de Lussan », d'une superficie de 29 150 ha. Ce site abritait en 1999 un site de nidfication d'un couple de vautour percnoptère. Ce site constitue  un lien essentiel dans la petite population méditerranéenne résiduelle du Sud-Est de la France (comprenant une vingtaine de couples seulement), situé entre les noyaux d'Ardèche et Drôme-Isère, au nord, des gorges du Gardon, au sud, du Lubéron et des Alpilles, à l'est, du haut montpelliérais et des Gorges Tarn-Jonte.

#### Zones naturelles d'intérêt écologique, faunistique et floristique
L’inventaire des zones naturelles d'intérêt écologique, faunistique et floristique (ZNIEFF) a pour objectif de réaliser une couverture des zones les plus intéressantes sur le plan écologique, essentiellement dans la perspective d’améliorer la connaissance du patrimoine naturel national et de fournir aux différents décideurs un outil d’aide à la prise en compte de l’environnement dans l’aménagement du territoire.
Une ZNIEFF de type 1 est recensée sur la commune :
l'« étang de Mas Cabanne » (5 ha) et une ZNIEFF de type 2, : 
le « plateau de Lussan et Massifs Boisés » (37 159 ha), couvrant 40 communes du département.

Carte des ZNIEFF de type 1 et 2 à Vallérargues.
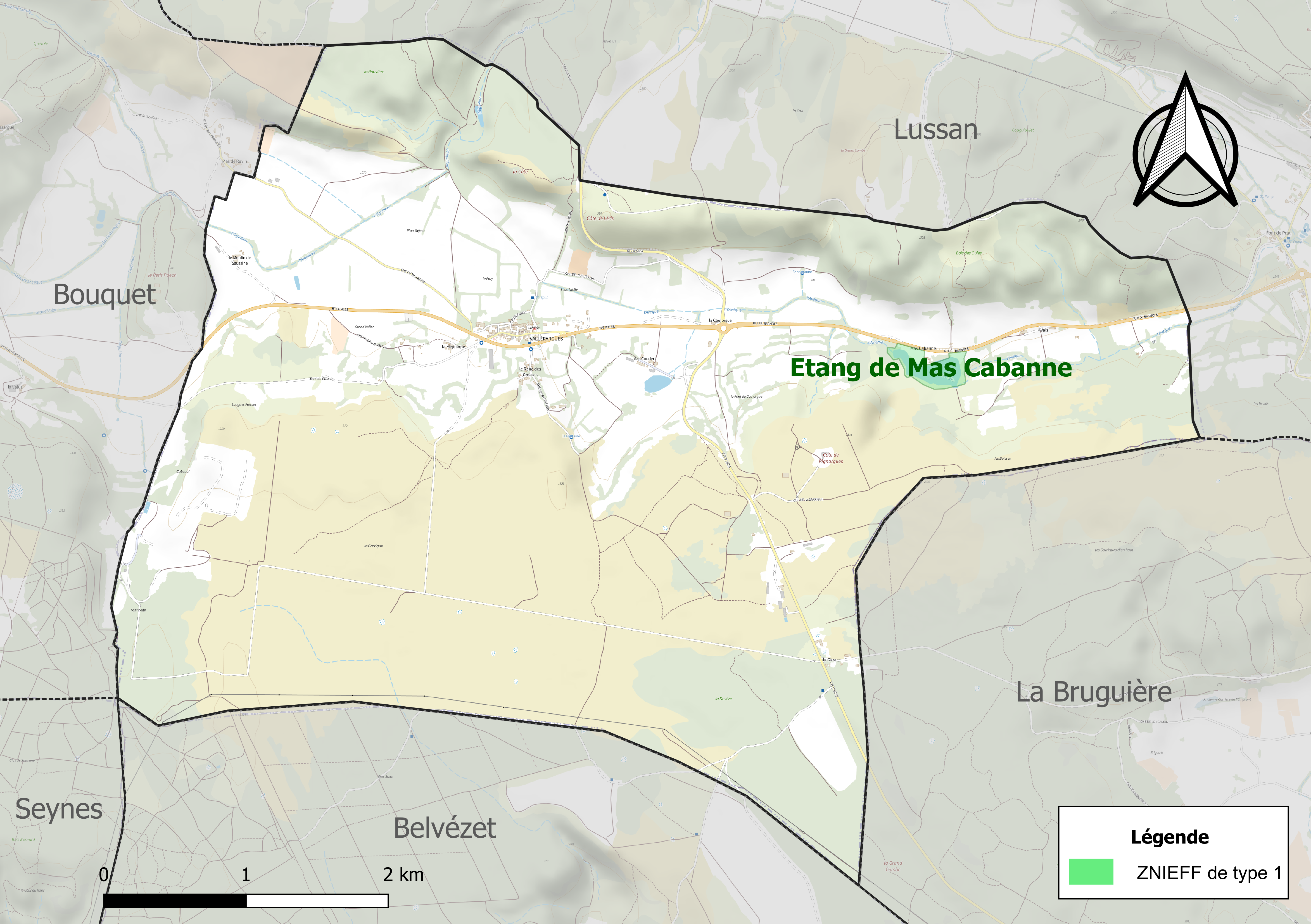
Carte de la ZNIEFF de type 1 sur la commune.
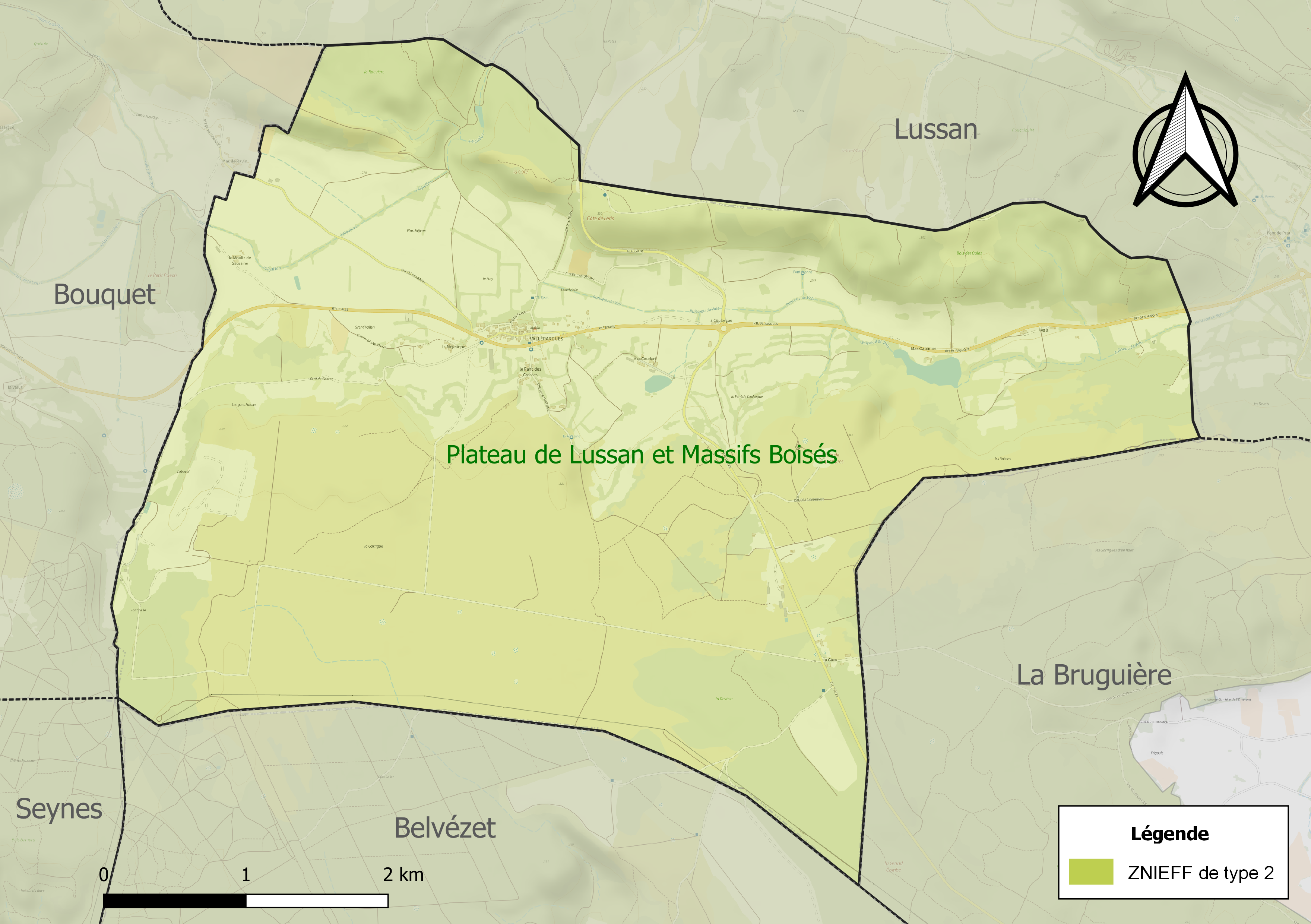
Carte de la ZNIEFF de type 2 sur la commune.

## Urbanisme

### Typologie
Au 1er janvier 2024, Vallérargues est catégorisée commune rurale à habitat dispersé, selon la nouvelle grille communale de densité à sept niveaux définie par l'Insee en 2022.
Elle est située hors unité urbaine. Par ailleurs la commune fait partie de l'aire d'attraction d'Uzès, dont elle est une commune de la couronne,. Cette aire, qui regroupe 18 communes, est catégorisée dans les aires de moins de 50 000 habitants,.

### Occupation des sols
L'occupation des sols de la commune, telle qu'elle ressort de la base de données européenne d’occupation biophysique des sols Corine Land Cover (CLC), est marquée par l'importance des forêts et milieux semi-naturels (68 % en 2018), en diminution par rapport à 1990 (70,1 %). La répartition détaillée en 2018 est la suivante : 
milieux à végétation arbustive et/ou herbacée (55,3 %), zones agricoles hétérogènes (19,7 %), forêts (12,7 %), terres arables (9,6 %), mines, décharges et chantiers (2,7 %). L'évolution de l’occupation des sols de la commune et de ses infrastructures peut être observée sur les différentes représentations cartographiques du territoire : la carte de Cassini (XVIIIe siècle), la carte d'état-major (1820-1866) et les cartes ou photos aériennes de l'IGN pour la période actuelle (1950 à aujourd'hui).

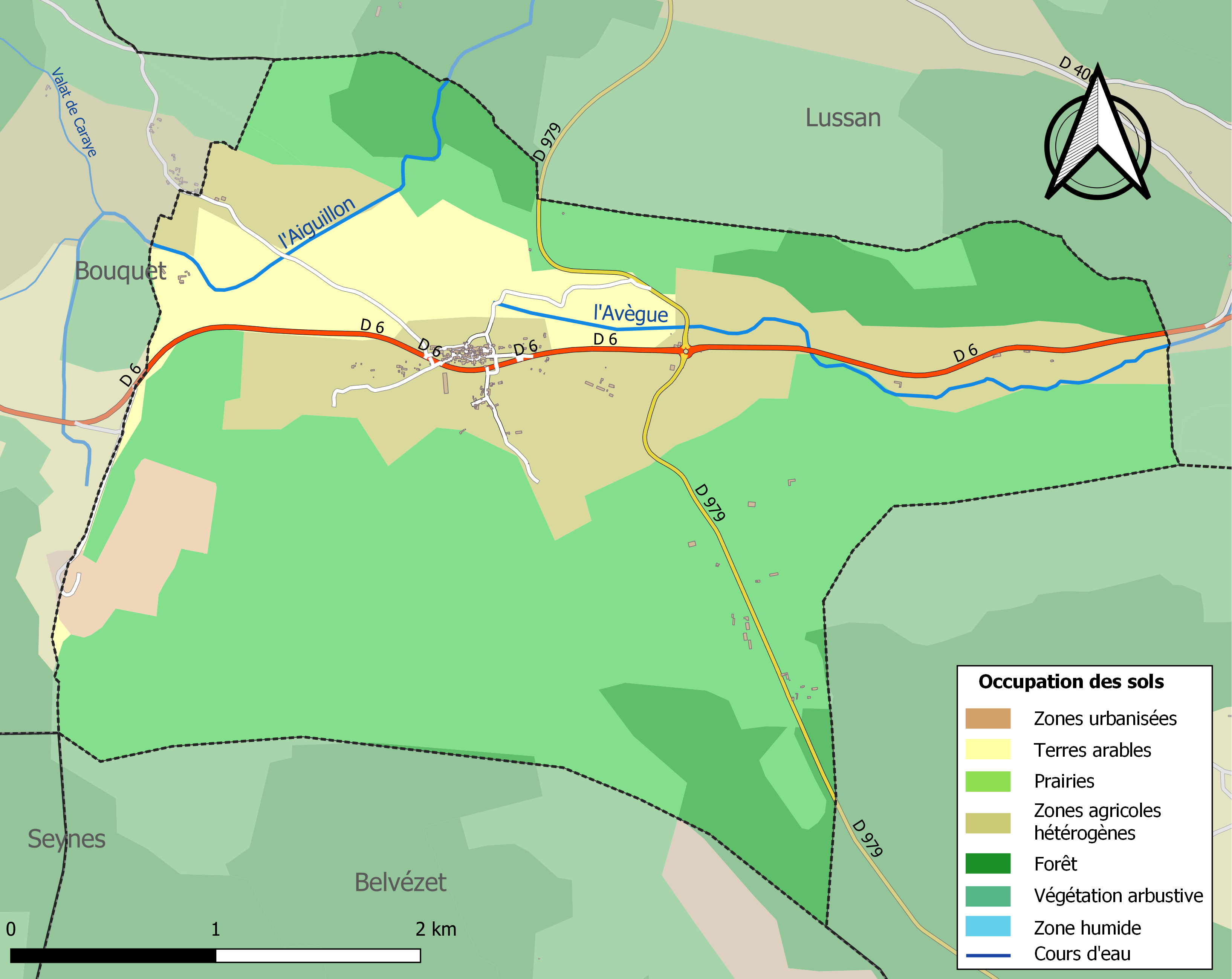
Carte des infrastructures et de l'occupation des sols de la commune en 2018 (CLC).

### Risques majeurs
Le territoire de la commune de Vallérargues est vulnérable à différents aléas naturels : météorologiques (tempête, orage, neige, grand froid, canicule ou sécheresse), inondations, feux de forêts et séisme (sismicité modérée). Il est également exposé à un risque technologique,  le transport de matières dangereuses. Un site publié par le BRGM permet d'évaluer simplement et rapidement les risques d'un bien localisé soit par son adresse soit par le numéro de sa parcelle.

#### Risques naturels
Certaines parties du territoire communal sont susceptibles d’être affectées par le risque d’inondation par débordement de cours d'eau, notamment l'Aiguillon et l'Avègue. La commune a été reconnue en état de catastrophe naturelle au titre des dommages causés par les inondations et coulées de boue survenues en 1982, 1983, 1988, 1997, 2002 et 2014,.

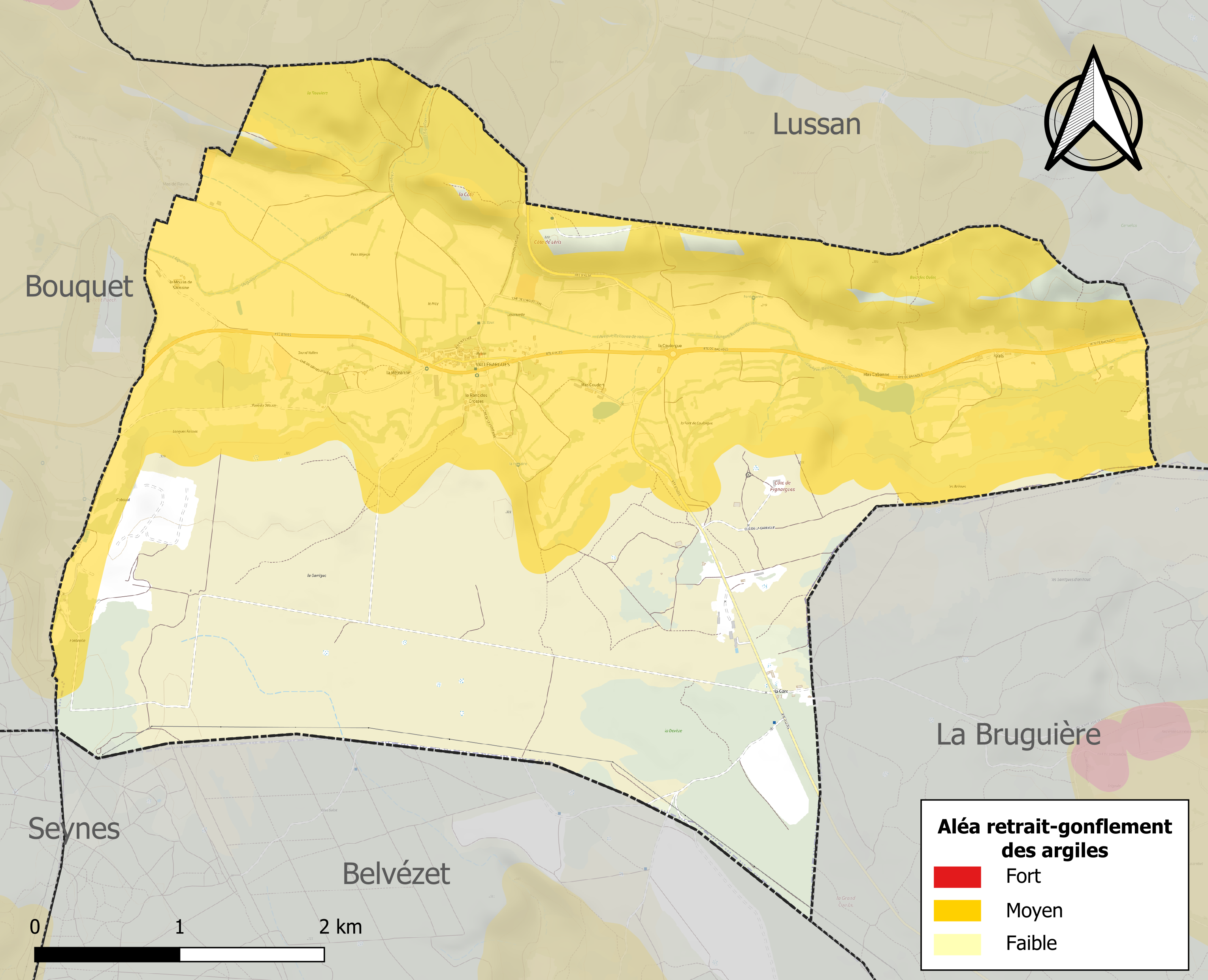
Carte des zones d'aléa retrait-gonflement des sols argileux de Vallérargues.

Le retrait-gonflement des sols argileux est susceptible d'engendrer des dommages importants aux bâtiments en cas d’alternance de périodes de sécheresse et de pluie. 57,3 % de la superficie communale est en aléa moyen ou fort (67,5 % au niveau départemental et 48,5 % au niveau national). Sur les 99 bâtiments dénombrés sur la commune en 2019, 90 sont en aléa moyen ou fort, soit 91 %, à comparer aux 90 % au niveau départemental et 54 % au niveau national. Une cartographie de l'exposition du territoire national au retrait gonflement des sols argileux est disponible sur le site du BRGM,.
Par ailleurs, afin de mieux appréhender le risque d’affaissement de terrain, l'inventaire national des cavités souterraines permet de localiser celles situées sur la commune.
Concernant les mouvements de terrains, la commune a été reconnue en état de catastrophe naturelle au titre des dommages causés par la sécheresse en 2017 et par des mouvements de terrain en 1983.

#### Risques technologiques
Le risque de transport de matières dangereuses sur la commune est lié à sa traversée par des infrastructures routières ou ferroviaires importantes ou la présence d'une canalisation de transport d'hydrocarbures. Un accident se produisant sur de telles infrastructures est en effet susceptible d’avoir des effets graves au bâti ou aux personnes jusqu’à 350 m, selon la nature du matériau transporté. Des dispositions d’urbanisme peuvent être préconisées en conséquence.

## Histoire
Le village, situé aux portes des Cévennes, vit à la révocation de l'Édit de Nantes, germer la révolte des protestants à la suite de l'affaire « du prieur de Vallérargues ». Cela entraîna la fermeture puis la disparition de l'église.
Seuls vestiges de ce temps lointain, un lavoir alimenté par une source et une horloge avec son mécanisme d'origine. Et plus anciennes encore, de très jolies fenêtres desquelles on peut apercevoir la garrigue et le départ de promenades à travers des vastes étendues dorées de tournesols. Elles conduisent au plan d'eau entouré de bois de chênes blancs, où viennent se désaltérer colverts et hérons cendrés. Les chemins de randonnées permettent de rejoindre le Mont Bouquet et Lussan.
Les membres de la famille d'Albenas furent seigneurs de Vallérargues.

## Politique et administration

### Rattachements électoraux
Pour l'élection des députés, elle fait partie de la quatrième circonscription du Gard.

### Liste des maires
| Période                                  | Période  | Identité         | Étiquette   | Qualité     |
| ---------------------------------------- | -------- | ---------------- | ----------- | ----------- |
|                                          |          | François Granier | Républicain |             |
| avant 1988                               | ?        | Marcel Rat       |             |             |
| mars 2001                                | En cours | Dominique Ekel   | DVG         | Agriculteur |
| Les données manquantes sont à compléter. |          |                  |             |             |

## Population et société

### Démographie
L'évolution du nombre d'habitants est connue à travers les recensements de la population effectués dans la commune depuis 1793. Pour les communes de moins de 10 000 habitants, une enquête de recensement portant sur toute la population est réalisée tous les cinq ans, les populations de référence des années intermédiaires étant quant à elles estimées par interpolation ou extrapolation. Pour la commune, le premier recensement exhaustif entrant dans le cadre du nouveau dispositif a été réalisé en 2006.

En 2022, la commune comptait 132 habitants, en évolution de −2,94 % par rapport à 2016 (Gard : +2,97 %, France hors Mayotte : +2,11 %).
| 1793 | 1800 | 1806 | 1821 | 1831 | 1836 | 1841 | 1846 | 1851 |
| ---- | ---- | ---- | ---- | ---- | ---- | ---- | ---- | ---- |
| 295  | 222  | 271  | 308  | 330  | 351  | 341  | 330  | 330  |

| 1856 | 1861 | 1866 | 1872 | 1876 | 1881 | 1886 | 1891 | 1896 |
| ---- | ---- | ---- | ---- | ---- | ---- | ---- | ---- | ---- |
| 320  | 308  | 269  | 284  | 268  | 326  | 259  | 246  | 233  |

| 1901 | 1906 | 1911 | 1921 | 1926 | 1931 | 1936 | 1946 | 1954 |
| ---- | ---- | ---- | ---- | ---- | ---- | ---- | ---- | ---- |
| 223  | 230  | 220  | 200  | 204  | 189  | 173  | 149  | 131  |

| 1962 | 1968 | 1975 | 1982 | 1990 | 1999 | 2006 | 2011 | 2016 |
| ---- | ---- | ---- | ---- | ---- | ---- | ---- | ---- | ---- |
| 93   | 93   | 95   | 96   | 108  | 112  | 133  | 140  | 136  |

| 2021 | 2022 | - | - | - | - | - | - | - |
| ---- | ---- | - | - | - | - | - | - | - |
| 135  | 132  | - | - | - | - | - | - | - |

### Cultes
Seuls les protestants disposent d'un temple créé en 1907.

## Économie

### Emploi
|                | 2008   | 2013 | 2018  |
| -------------- | ------ | ---- | ----- |
| Commune        | 15,9 % | 12 % | 7,2 % |
| Département    | 10,6 % | 12 % | 12 %  |
| France entière | 8,3 %  | 10 % | 10 %  |

En 2018, la population âgée de 15 à 64 ans s'élève à 86 personnes, parmi lesquelles on compte 73,5 % d'actifs (66,3 % ayant un emploi et 7,2 % de chômeurs) et 26,5 % d'inactifs,. En  2018, le taux de chômage communal (au sens du recensement) des 15-64 ans est inférieur à celui de la France et du département, alors qu'en 2008 la situation était inverse.
La commune fait partie de la couronne de l'aire d'attraction d'Uzès, du fait qu'au moins 15 % des actifs travaillent dans le pôle,. Elle compte 67 emplois en 2018, contre 55 en 2013 et 61 en 2008. Le nombre d'actifs ayant un emploi résidant dans la commune est de 58, soit un indicateur de concentration d'emploi de 115 % et un taux d'activité parmi les 15 ans ou plus de 57,9 %.
Sur ces 58 actifs de 15 ans ou plus ayant un emploi, 26 travaillent dans la commune, soit 45 % des habitants. Pour se rendre au travail, 78,6 % des habitants utilisent un véhicule personnel ou de fonction à quatre roues, 1,8 % les transports en commun, 5,4 % s'y rendent en deux-roues, à vélo ou à pied et 14,3 % n'ont pas besoin de transport (travail au domicile).

### Activités hors agriculture

#### Secteurs d'activités
26 établissements sont implantés  à Vallérargues au 31 décembre 2019. Le tableau ci-dessous en détaille le nombre par secteur d'activité et compare les ratios avec ceux du département,.
Le secteur du commerce de gros et de détail, des transports, de l'hébergement et de la restauration est prépondérant sur la commune puisqu'il représente 30,8 % du nombre total d'établissements de la commune (8 sur les 26 entreprises implantées  à Vallérargues), contre 30 % au niveau départemental.

### Agriculture
|               | 1988 | 2000 | 2010 | 2020 |
| ------------- | ---- | ---- | ---- | ---- |
| Exploitations | 5    | 7    | 6    | 6    |
| SAU (ha)      | 228  | 530  | 555  | 582  |

La commune est dans les Garrigues, une petite région agricole occupant le centre du département du Gard. En 2020, l'orientation technico-économique de l'agriculture  sur la commune est la polyculture et/ou le polyélevage. Six exploitations agricoles ayant leur siège dans la commune sont dénombrées lors du recensement agricole de 2020 (cinq en 1988). La superficie agricole utilisée est de 582 ha,,.

### Entreprises et commerces

#### Agriculture
La commune de Vallérargues fait partie des zones d’appellations de plusieurs produits agricoles :
- les vins de Cévennes (IGP)
- les vins de Pays-d'oc (IGP)
- les vins de Terres-du-midi
- l'huile d'olive de Nîmes
- l'olive de Nîmes
- les Volailles du Languedoc
- le Poulet des Cévennes
- le Pélardon
- le Thym de Provence (IGP)

## Culture locale et patrimoine

### Lieux et monuments
- Église Saint-André de Vallérargues.
- Temple protestant de Vallérargues.

### Héraldique
| Blason de Vallérargues | Blason  | De vair au pal losangé d'argent et de gueules.   |
| Blason de Vallérargues | Détails | Le statut officiel du blason reste à déterminer. |